# Bois-le-Roi (Seine-et-Marne)
Bois-le-Roi település Franciaországban, Seine-et-Marne megyében. Lakosainak száma 6026 fő (2022. január 1.). Bois-le-Roi Fontainebleau, La Rochette, Samois-sur-Seine, Chartrettes és Fontaine-le-Port községekkel határos.

## Népesség
A település népességének változása:
| Lakosok száma | 5617 | 5695 | 5943 | 5876 | 5882 | 5913 | 5933 | 5979 | 6026 |
|               | 2013 | 2015 | 2016 | 2017 | 2018 | 2019 | 2020 | 2021 | 2022 |